# Franco Sábato
Franco Sábato (13 de janeiro de 1990) é um jogador de rugby sevens argentino.

## Carreira
Franco Sábato integrou o elenco da Seleção Argentina de Rugbi de Sevens, na Rio 2016, que foi 6º colocada.